# Verkehrsregelung in Wien
Im 18. Jahrhundert wurden den verschiedenen Wacheverbänden in Wien zum ersten Mal auch Aufgaben der Verkehrsregelung zugewiesen.

## 18. Jahrhundert
Erstmals durften in Wien widerrechtlich geparkte Fahrzeuge 1706 durch die Rumorwache entfernt werden. Ebenso wurden auch Ladetätigkeiten in engen Gassen überwacht.
Aus dem Jahr 1755 stammt die älteste bekannte Verordnung gegen das Schnellfahren. Für die Bestrafung der rasenden Kutscher war die Militärwache zuständig.
Im späteren 18. Jahrhundert (1775) erhielten die Wachebeamten das Recht, durch Handzeichen den Verkehr zu regeln oder Wagen vorübergehend an der Weiterfahrt zu hindern.
Das Jahr 1785 brachte eine „Amtsinstruktion“, die für eine einheitliche Kontrolle der Einhaltung von Verkehrsvorschriften und für Maßnahmen zur Flüssighaltung des Verkehrs sorgen sollte.
Ebenso kannte man bereits das Problem der Fahrerflucht. Dieses sollte mit der Einführung einer Nummerierung von Fahrzeugen gelöst werden.

## 19. Jahrhundert
Der Anfang des 19. Jahrhunderts brachte in Wien durch die Praterfahrten und den Wiener Kongress ein Ansteigen des Mietwagenverkehrs, der verstärkte polizeiliche Regelungen notwendig machte. So drohte man zu schnell fahrenden Kutschern im Jahr 1819 mit Arreststrafen.
Eine „Geschwindigkeitsbegrenzung für das Ortsgebiet“, also die Stadt Wien und deren Vorstädte, wurde am 28. Jänner 1858 verfügt. Wer durch die Hofburg oder Stadttore, über Brücken oder Fußgängerübergänge der Ringstraße fuhr, dem war höchstens der „kleine Trab“ erlaubt und auf Marktplätzen gar nur „im Schritt“. Durch die Nummerierung der Kutschen wurde den überwachenden Polizisten die Arbeit erleichtert.
Als am 15. Juni 1869 als Ersatz für die Militärwache die „Wiener Sicherheitswache“ gegründet wurde, wurden ihr auch immer weiter greifende verkehrspolitische Aufgaben zugeteilt. 1872 etwa wurde eine eigene Sektion für die „Handhabung der Verordnungen für das öffentliche Lohnfuhrwerk“ gegründet.
Verstärkung erhielt die Polizei in Wien durch Verkehrszeichen, wobei es sich hauptsächlich um Warnungs- und Verbotstafeln handelte.
Neue Verkehrsmittel (Pferdetramway, Dampftramway und Automobil) machten neue Maßnahmen notwendig. 1897 wurde daher eine „Automobil- und Radfahrordnung“ erlassen.

## 20. Jahrhundert

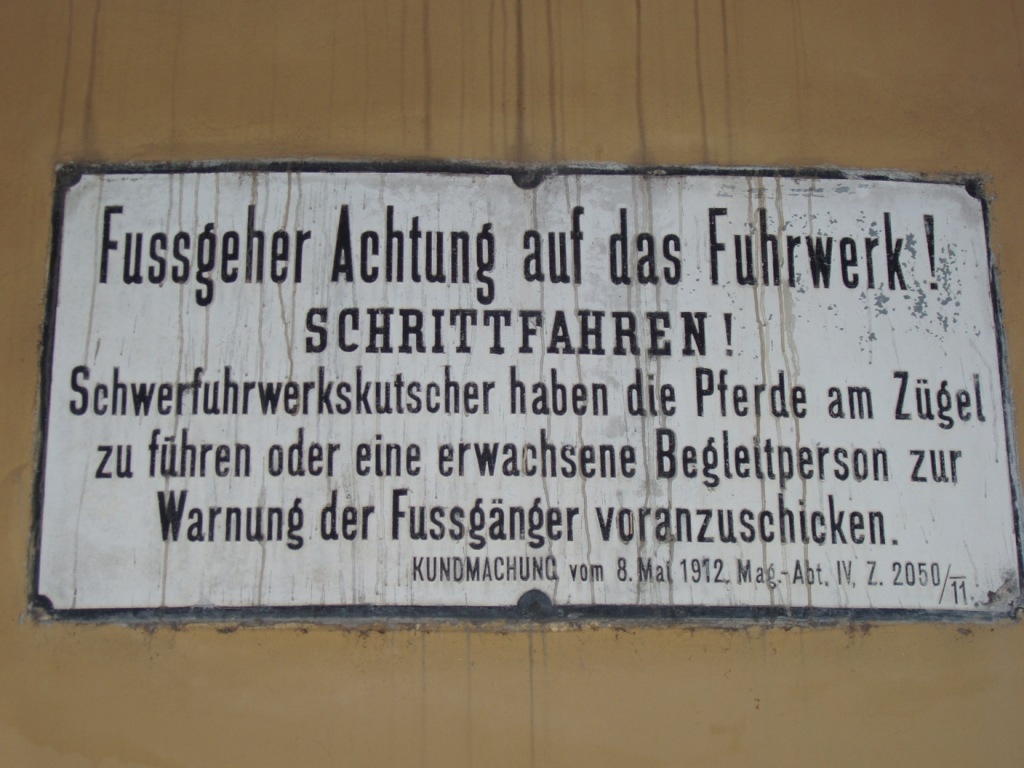
Ehemaliges Verkehrszeichen

1902 wurde die Regelung des Verkehrs durch Handzeichen geregelt. 1925 wurde die erste einschlägige Instruktion erlassen, die allerdings schon 1927 durch die international gebräuchliche dreiteilige Zeichengebung ersetzt wurde.
Zusätzlich zu den Verkehrspolizisten mit ihren Handzeichen regelte ab 1926 die erste Lichtsignalanlage den Verkehr. Installiert wurde diese erste Ampel mit Kurbelschalter an der Opernkreuzung an der Wiener Ringstraße.
Heute wohl undenkbar wäre ein Buch wie das 1914 im Verlag der „Allgemeinen Sport-Zeitung“ erschienene: „Die Wiener Auto-Nummern 1914: Verzeichnis der Wiener Automobil-Besitzer mit deren Adressen, nach den Erkennungsnummern geordnet“.
Zur besseren Kontrolle des Fußgängerverkehrs wurden 1928 erstmals Absperrketten eingesetzt.
Der erste Kreisverkehr in Wien wurde 1927 am Michaelerplatz eingerichtet, der Praterstern folgte 1928. Ebenfalls aus dieser Zeit stammen die ersten Einbahnen.
Die größte Umstellung für die Verkehrsteilnehmer in Wien erfolgte am 18. September 1938. Nachdem bereits am 1. Juli 1938 in Teilen Oberösterreichs, der Steiermark, des Südburgenlands und von Salzburg der Rechtsverkehr eingeführt worden war, folgten an diesem Tag Wien, Niederösterreich, das Nordburgenland, das Gebiet um Mariazell und das Kleinramingtal.
Im Oktober 1945 sah sich der damalige Wiener Polizeipräsident gezwungen, die Wiener zu ermahnen, die Straßen im rechten Winkel zu überqueren, Kinder vom Spielen auf den Fahrbahnen abzuhalten und bei Verkehrsunfällen Erste Hilfe zu leisten.
Die steigende Zahl von Verkehrsunfällen veranlasste am 8. Dezember 1945 die Alliierte Kommandantur in Wien zu einer Begrenzung der Höchstgeschwindigkeit auf 30 km/h. Ab dem 18. Dezember folgten im Kampf gegen Verkehrssünder militärische Schnellgerichte, denn im November waren allein in Wien 220 Personen zu Schaden an Leben und Gesundheit gekommen.
In den ersten Jahren nach dem Zweiten Weltkrieg wurde das Fahren mit Kraftfahrzeugen wegen Treibstoffmangels eingeschränkt. Im Jahr 1973 wurde eine derartige Maßnahme noch einmal gesetzt, als wegen der Ölkrise nach dem Jom-Kippur-Krieg in Europa Treibstoff und Heizöl knapp wurden. Der österreichische Handelsminister Josef Staribacher führte den „autofreien Tag“ ein. Den Wochentag, an dem die Autofahrer auf ihr Fahrzeug zu verzichten bereit waren, hatten sie mit einem Etikett an der Windschutzscheibe zu markieren. Das brachte dem Minister den Spitznamen „Pickerl-Pepi“ ein.
Am 16. Februar 1949 wurde im „Amtsblatt der Stadt Wien“ eine Kundmachung veröffentlicht, die eine Neuregelung des Lastwagenverkehrs im 1. Bezirk brachte. Unter anderem durften LKW das Gebiet innerhalb von Ringstraße und Franz-Josefs-Kai nicht durchfahren. Zufahrten zu Ladetätigkeiten waren nur auf dem kürzesten Weg gestattet. Übertretungen wurden mit einer Geldstrafe bis zu 1.000 Schilling oder Arrest bis zu vier Wochen bestraft.
Mit 3. November 1950 wurde in Wien das erste wechselseitige Parkverbot in der Seilergasse zwischen dem Graben und der Kupferschmiedgasse eingeführt. Es diente zur Erleichterung des fließenden Verkehrs und der maschinellen Straßensäuberung und Schneeräumung. An geraden Tagen durfte nur auf der Seite mit den geraden Hausnummern geparkt werden und an ungeraden Tagen auf der Seite mit den ungeraden Hausnummern. Es galt ab 22 Uhr, wobei ab da schon die Regelung vom nächsten Tag galt, bis 6 Uhr in der Früh. Nur bei Schneelage galt die Regelung den ganzen Tag. 1963 wurde berichtet, dass es wegen mangelnder Akzeptanz und auftretenden Schwierigkeiten fallen gelassen wurde und man zum nächsten System übergegangen war.
Ab dem 1. Jänner 1959 galt in Wien bis zum 15. März ein generelles Schienenstraßenparkverbot, um die Schneeräumung für den Straßenbahnverkehr zu erleichtern. Bei Schneefällen mittleren Ausmaßes brachten die ausparkenden Fahrzeuge auch Schnee auf die Fahrbahn, welcher die Schienen wieder verstopfte. Mit Ablauf der Frist wurde ein ganzjähriges Parkverbot in Schienenstraßen eingeführt, ausgenommen gekennzeichnete Parkplätze. Die Verordnung wurde vom Verfassungsgerichtshof am 9. Oktober 1959 aufgehoben, blieb aber noch bis zur nächsten Regelung in Kraft. Am 5. April 1960 wurde beschlossen, dass das Schienenparkverbot zwischen 1. April und 14. Dezember nur zwischen 5:00 früh und 20:00 Uhr abends gilt, und es gab eine Liste mit – teils halbseitigen oder wenige Häuser umfassenden – Ausnahmen, die alle als Parkzonen zu kennzeichnen waren. Die Ausnahmen wurden noch zwei Mal im selben Jahr erweitert. Am 17. Oktober 1968 urteilte der Verfassungsgerichtshof, dass das Parkverbot bis 26. Jänner 1968 gesetzwidrig war, da bei einigen Ortseinfahrten die Parkverbotsschilder mit den Zusatztafeln zu weit entfernt von den Ortstafeln standen. (Der Ortstermin fand 1966 statt.) Aufgehoben wurde es schließlich ab 1994. Zuvor galt in Wien zwischen 15. Dezember und 31. März von 20 Uhr bis 5 Uhr bei Schneelage ein generelles Schienenstraßen-Parkverbot, Verstöße dagegen wurden jedoch in der Praxis kaum geahndet.
Im Jahre 1951 wurde die erste Fußgängerampel Wiens im 1. Bezirk am Stock-im-Eisen-Platz installiert.
Die erste automatische, zeitgesteuerte Ampelanlage wurde 1956 im 4. Bezirk an der Kreuzung Argentinierstraße und Gußhausstraße in Betrieb genommen.
Die Kurzparkzonen, auch „Blaue Zone“ nach den Bodenmarkierungen genannt, gibt es seit dem Beschluss der Wiener Landesregierung vom 3. Februar 1959. Realisiert wurden sie zunächst mit einer Parkdauer von 60 Minuten und Parkscheiben in Teilen des 1. Wiener Gemeindebezirks ab dem 16. März des gleichen Jahres. Bis 1964 gab es in Wien 9 Kurzparkzonen (hauptsächlich bei Bahnhöfen und in der Mariahilfer Straße), die von der Polizei überwacht wurden. Ab dem Jahr 1967 nahm die Polizeidirektion Wien so genannte Politessen auf. Deren Hauptaufgabe war neben der Schulwegsicherung die Überwachung der Kurzparkzonen.
Im Jahre 1959 wurde auch das Grünblinken am Ende der Grünphase für Autofahrer eingeführt. (Für Fußgängerampeln wurde dies in den 1980er Jahren eingeführt.)
Nachdem sich die Verkehrslichtsignalanlagen seit dem Jahr 1926 stark vermehrt hatten, wurde im Jahr 1962 in der Roßauer Kaserne eine „Verkehrsleitzentrale“ in Betrieb genommen. Von hier aus wurden anfangs 10 Ampelanlagen im Bereich des Schottentors zentral angesteuert. Zusätzlich ermöglichten drei Kameras die Verkehrsbeobachtung. Im Jahr 2005 waren es rund 60 Kameras in ganz Wien.
Das Jahr 1971 brachte den Verkehrsteilnehmern in Wien wieder einmal eine Neuerung: Der so genannte „Weihnachtskorso“ war eine probeweise am Graben im 1. Wiener Gemeindebezirk eingerichtete Fußgängerzone. Diese ging zurück auf das Innenstadtkonzept von Victor Gruen.
Am 5. Juli 1974 wurde einmal grundsätzlich ein Parkometergesetz für die Kurzparkzonen beschlossen. Am 21. Jänner 1975 wurde dann das System mit den „Kurzparkscheinen“ beschlossen, die es für eine halbe, eine, eineinhalb und zwei Stunden zu kaufen gibt und nach dem Ausfüllen deutlich sichtbar am Fahrzeug anzubringen sind. In Kraft getreten ist das System am 14. April 1975.
Im Jahre 1994 wurde beim Technischen Museum die letzte Ampel von Handbetrieb auf Automatik umgestellt. Die von Autos vielbefahrene Kreuzung am Ende der Mariahilfer Straße, mit der Verlängerung Penzinger Straße und der querenden Schloßallee ist auch eine T-Kreuzung mit 3 Straßenbahnlinien. Linie 10 fährt die Schloßallee durch, schwenkt aber von Seitenlage in die Fahrbahnmitte, um dann die Brücke bei der Linzer Straße zu unterfahren. Die Linien 52 und 58 kommen von der Mariahilfer Straße und teilen sich in beide Richtungen der Schloßallee auf, wobei der 58er beim Abbiegen beide Richtungsfahrbahnen kreuzt. Durch die Komplexität der großen Kreuzung wurde eine in der Kreuzungsmitte stehende Ampel erst Mitte der 1970er Jahre installiert, als es für die den Verkehr regelnden Polizisten zu gefährlich und ungesund wurde. Während der manuell geregelten Zeit hatte der von Schönbrunn kommende 58er das einzigartige Straßenbahnzeichen „bei Rot rechts abbiegen“. Seit der Umstellung funktioniert die Ampel durch Zugbeeinflussung.
Seit dem 1. Juli 1989 ist die Überwachung der Kurzparkzonen Angelegenheit der Gemeinde Wien.
Seit 1. Juli 1993 ist der gesamte 1. Wiener Gemeindebezirk eine gebührenpflichtige Kurzparkzone. Später wurde diese Regelung auf die Bezirke innerhalb des Gürtels sowie den 2. und 20. Wiener Gemeindebezirk ausgedehnt. Bewohner dieser Bezirke können gegen Bezahlung einer jährlichen Pauschalgebühr in ihrem eigenen Wohnbezirk ohne weitere Kosten, aber auch ohne Rechtsanspruch auf einen Parkplatz, ihr Kraftfahrzeug abstellen („Parkpickerl“).
Seit dem 5. September 1994 ist nicht nur die Überwachung der Kurzparkzonen eine Angelegenheit der Gemeinde Wien, sondern generell die Überwachung des ruhenden Verkehrs.

## 21. Jahrhundert
Das Jahr 2005 brachte den Kraftfahrern die „Section Control“ in Wien. Die Geschwindigkeit im Kaisermühlentunnel an der A22 – Donauufer Autobahn wird automatisch überwacht.
Mit 1. Jänner 2008 trat für das gesamte Stadtgebiet ein Fahrverbot für LKW, die vor dem 1. Jänner 1992 erstmals zugelassen wurden, in Kraft. Seit 1. Jänner 2016 gilt das Fahrverbot zudem für LKW der Abgasnorm Euro 2 und darunter.
Im Jahr 2005 überschritt die Kurzparkzonenregelung versuchsweise das erste Mal den Gürtel, und zwar im Grätzl um die Wiener Stadthalle im 15. Wiener Gemeindebezirk. 2012, 2013 und 2016 wurden die flächendeckenden Kurzparkzonen auf den 12., 14., den gesamten 15., 16., 17. und 18. Bezirk ausgedehnt. Im Jahr 2017 folgte der 10. Wiener Gemeindebezirk.